# Spermacoce bahamensis
Spermacoce bahamensis là một loài thực vật có hoa trong họ Thiến thảo. Loài này được (Britton) Howard miêu tả khoa học đầu tiên năm 1988.